# Такояки
Такояки (たこ焼き или 蛸焼) е японско ястие, тип бърза закуска, което се прави от тестена смес и парченца октопод. Това е един от специалитетите в района на град Осака.

## История
За баща на съвременното Такояки се смята Томекичи Ендо, който започва да го приготвя на улична сергия в Осака през 1935 г. Ястието му се разпространява бързо в района Кансай и Канто и днес може да се купи от ресторанти, щандове на открито и супермаркети. Ресторантът на Томекичи Ендо, който отваря врати през 1930 г., все още съществува в Осака.

## Начин на приготвяне
Тестото за Такояки наподобява смес за палачинки. Приготвя се от брашно, яйца, сол, соев сос и японски бульон „Даши“. Сместа се излива в специален тиган или плоча с множество вдлъбнатини, които придават топчестата формата на ястието. След изпичане наполовина, към всяко топче се добавя парченце сварен октопод и се обръща.
След изпичане се поръсва с червен маринован джинджифил, наситнен зелен лук, майонеза, сос за такояки и настъргана на ситно сушена риба тон. Добавките варират според ресторанта, като често се добавят кетчуп и други подправки.
- Съд за приготвяне
- Процес на приготвяне
- Вид такояки